# Ken Owen
Ken Owen (Billinge (Merseyside), 23 d'abril de 1970) és un bateria britànic. És conegut pel seu treball amb la banda de grindcore / death metal Carcass. Ken és el responsable de la utilització de termes mèdics en les lletres de les seves cançons.
Després del final de Carcass l'any 1995 va formar la banda Blackstar amb l'exparella Jeffrey Walker i regat Carlo. El 1999 va patir un accident vascular cerebral i va estar en coma durant mesos.
Malgrat la seva condició es manté prop Carcass i dels seus membres: el 2008, es va unir Carcass a l'escenari del Sweden Rock Festival de 2008, el festival Wacken Open Air de 2008, Damnation Festival de 2008 i 2013, el 2009 a Bloodstock Open Air i el 2010 a Vagos Open Air tocant un sol curt de bateria. Jeff Walker ha assenyalat la influència d'Owen en el disc  Surgical Steel  Owen apareix en l'àlbum fent algunscors, així com en el vídeo musical d' Unfit for Human Consumption. En setembre de 2015 va treure el seu primer disc en solitari, Symbiotic Possibilities, que és un disc de techno utilitzant el software Reason.
Actualment és estudiant a l'Institut Confetti de Tecnologies Creatives a Nottingham.